# Rainbow Forest
La Rainbow Forest est un site du comté de Navajo, dans l'Arizona, présentant une grande concentration de bois pétrifié. Elle est protégée au sein du parc national de Petrified Forest.